# Ізраїльське царство
Ізраїльське царство (івр. ממלכת ישראל) — давнє єврейське царство. Згідно з Біблією, засноване у XI столітті до н. е. пророком Шмуелем і першим ізраїльським царем Шаулем.

## Походження назви
Джерелом назви Ізраїль (Ісраель івр. ישראל) є Книга Буття, де патріарх Яков після боротьби з Богом отримує ім'я Ізраїль (Ісраель івр. ישראל): «І сказав: як ім'я твоє? Він сказав: Яків. І сказав: відтепер ім'я тобі буде не Яків, але Ізраїль, бо ти боровся з Богом, і подужав» (Бут 32:27,28) Тлумачі розходяться у визначенні значення цього слова. За однією версією, це ім'я походить від дієслова сарар івр. שרר (управляти, бути сильним, мати владу, дану зверху), таким чином утворюючи слово, що означає «Хто має владу над силами». Інші можливі значення — «Принц Божий» або «Боротьба/битва Бога». Згодом, єврейський народ, що походив від Якова, став називатися «Сини Ізраїля», «Народ Ізраїля» або «ізраїльтяни».
Першу в історії згадку слова «Ізраїль» було виявлено на стелі фараона Мернептаха на території Давнього Єгипту (кінець XIII століття до н. е.) і вона позначає народ, а не країну.
 У книзі Вихід словом «Ізраїль» також позначається народ (не країна і не держава) — ізраїльтяни. Лише після зайняття ізраїльтянами Ханаана (сучасної Палестини) словом «Ізраїль» позначається також і країна — територія займана ізраїльтянами. Варто розрізняти два ізраїльські царства:
- Ізраїльське царство як єдину ізраїльську державу, очолювану спочатку родом Шауля і, потім, родом Давидовим (а саме Давидом і, після нього, Шломо),
- Однойменна держава, утворена десятьма колінами Ізраїлевими, які не визнали владу Ровоама — сина Шломо.

## Історія

### Єдине царство
Історія Ізраїльського царства починається зведенням первосвященником і пророком Шмуелем Шауля в царське достоїнство — помазанням на царство Шауля як першого Ізраїльського царя. Як свідчать книги Царств, Шауль недовго був вірним слугою Божим. Зокрема через Шмуеля Бог наказав Шауля покарати амалекитян і, в тому числі скарати царя амалекітян та знищити всю їх худобу. Але Шауль не повністю виконав Боже повеління. Царя амалекитян було узято в полон, але його не вбили, а худобу амалекитян оголосили військовим трофеєм. Іншим разом Шауль самочинно зробив цілопалення, не дочекавшись первосвященика — у цьому випадку пророка Шмуеля, котрий затримався дорогою до військового табору Шауля. (За Законом Моше здійснювати цілопалення має право тільки первосвященник!) В результаті Шмуелю було велено Богом помазати на царство юного Давида, який в той час пас батьківські стада.
Після убивства Давидом Голіафа в битві, яка визначила перемогу ізраїльського війська над філістимлянами, а також після низки інших вдалих військових акцій проти їх, популярність Давида різко злітає. (Відома фраза: «Шауль убив тисячі. Давид убив десятки тисяч».) Шауль в паніці, злякавшись, що Давид відніме у нього царський престол. (Нагадаємо Давид мав повне право за законом змістити Шауля з царського престолу, але не скористався цим правом.) В результаті Ізраїльське царство фактично пережило і першу (але не останню) громадянську війну. Правління Шауля завершилося його самогубством, його військо було розгромлене військом філістимлян і його син загинув у битві, сам же Шауль наклав на себе руки, побоюючись бути взятим у полон.
Період царювання Давида і Шломо — золота доба Ізраїльського царства. У 1010 до н. е. Давид переносить столицю в Єрусалим. Він значно розширює місто. Але і його правління було небезхмарним. Зокрема трапилася нова громадянська війна. Цього разу Давиду протистояв його син Авесалом, який незаконно претендував на царський престол. В результаті цієї війни Авесалом гине, попри небажання Давида його вбивати, — Авесалом убитий слугами Давида, тоді як Давид не санкціонував вбивство Авесалома. Однак кероване Давидом ізраїльське царство достатньо вдало веде війни проти зовнішніх ворогів. Також ведеться велике будівництво, в тому числі і у Єрусалимі. Давид також намірився побудувати храм замість скинії. (Як відомо, намір Давида реалізований Шломо.)
Шломо (1010 до н. е.—970 до н. е.) — син і наступник Давида на Ізраїльському царському престолі увійшов в історію як наймудріший із царів і як будівельник Єрусалимського храму. Шломо зміг розвинути зовнішні та внутрішньополітичні досягнення Давида. Власне у часи правління Шломо Ізраїльське царство перебувало в зеніті своєї могутності.

### Поділ
Смерть Шломо (930 р. до н. е.) практично поставила крапку в історії Ізраїльського царства як єдиної держави. На царський престол сходить його син — Ровоам. Але він проводить надмірно жорстку репресивну внутрішню політику. Саме Ровоаму належить вислів: «Батько мій карав вас бичами. Я буду карати скорпіонами». Десять колін Ізраїлевих не визнали над собою його владу і об'єдналася під владою Єровоама I, утворивши в північній частині до цього єдиного Ізраїльського царства Північно-Ізраїльське царство. Коліна Ехуда та Беньяміна залишилися вірні роду Давида і утворили державу з центром у Єрусалимі, відому згодом як Юдейське царство.